# صورة ساعة واحدة (فلم)
صورة ساعة واحدة (بالإنجليزية: One Hour Photo) فيلم إثارة نفسي أمريكي عام 2002، من تأليف وإخراج مارك رومانيك وبطولة روبن ويليامز وكوني نيلسن ومايكل فارتان وجاري كول وإريك لا سال. عرض الفيلم لأول مرة في مهرجان صندانس السينمائي لعام 2002، صدر بشكل محدود في 21 أغسطس 2002، وصدر على نطاق أوسع في 13 سبتمبر.

## طاقم التمثيل
روبن ويليامز: في دور سيمور باريش (ساي)
مايكل فارتان: في دور ويل يوركين
كوني نيلسن: في دور نينا يوركين
جاري كول: في دور مدير بيل أوينز
اريك لاسال: في دور المفتش جيمس فان دير زي
كلارك جريج: في دور المفتش بول أوتربريدج
بول هـ. كيم: في دور يوشي أراكي
ايرين دانيلز: في دور مايا بيرسون
ديلان سميث: في دور جيك يوركين
كريستينا ماجارجل: في دور السيدة فون أونويرث
ديفيد مورلاند: في دور السيد سيسكيند
جيم راش: في دور شاب اباحي هاوي
نيك سيرسي: في دور مصلح

## أحداث الفيلم
سيمور «ساي» باريش (روبن ويليامز) فني تصوير يعمل في قسم «صورة تستلم خلال ساعة واحدة» في المتجر الضخم ساف مارت. يعيش ساي بمفرده، ليس لديه أصدقاء، ويعيش فقط من أجل عمله الذي يعتبره خدمة حيوية. زبائنه المفضلون هم عائلة يوركين، التي قام بتحضير صورها لسنوات طويلة، وعلى مر السنين، أصبح مهووسًا بالعائلة، وعلى جدران منزله يضع صورهم التي ينسخها سراً، ومع ذلك، نظرًا لكونه خجولًا وغير كفؤ إجتماعيًا، فإن محاولاته للإقتراب من العائلة يتم رفضها بلطف. يتودد ساي لنينا يوركين (كوني نيلسن) وولدها جيك، عندما يتظاهر بأنه مهتم بكتاب شاهدها تشتريه. يقوم مدير المتجر بفصل ساي بعد إكتشاف طباعته كثير من التصوير بدون مقابل، وأخذ استراحات الغداء لمدة 90 دقيقة، وأعطاء جيك كاميرا مجانًا بمناسبة عيد ميلاده وللمشاجرة مع فني الصيانة. أثناء فحص صور عائلة يوركين، يكتشف ساي أن ويل يوركين له علاقة غرامية، ويحطم هذا مفهومه الشاعري عن يوركين كعائلة مثالية. يضع ساي خلسة صور ويل وعشيقته، مايا بيرسون، في حزمة من الصور التي كان من المقرر أن تلتقطها الزوجة نينا.
يهاجم ساي، مسلحًا بسكين وكاميرا، الزوج ويل وعشيقته مايا أثناء لقائهما بفندق. يجبر ساي العشاق على الوقوف عراة في أوضاع جنسية لتصويرهما. تهاجم الشرطة الفندق ويهرب ساي من مخرج الطوارئ، ولكن باب الخروج يطلق إنذارًا وتلاحقه الشرطة، ويصلوا إلى ويل ومايا، دون أن يصاب أحد منهما بأذى جسدي ولكنهم مصدومين عاطفياً. تلقي الشرطة القبض على ساي في مرآب السيارات، وعندما يسأل مفتش الشرطة ساي لماذا أرهب ويل ومايا، ويطلب منه الصور التي التقطها في الفندق والتي وصفها المفتش بانها الأدلة. يكتشف رجال الشرطة أن الصور مجرد لقطات لأشياء وأثاث غرفة فندق. يختتم الفيلم بصورة عائلية غامضة لعائلة اليوركين وذراع ويل حول ساي مبتسمًا.

## استقبال الفيلم
منح موقع الطماطم الفاسدة تقييم للفيلم قيمته 81% بناء على آراء 199 ناقد. يقول إجماع نقاد الموقع: «روبن ويليامز فعال للغاية في هذا الفيلم المثير المخيف الذي تم تصويره بشكل جيد». الجماهير التي استطلعت آراءها شركة «سينماسكور» (شركة أمريكية باحثة تستعرض شرائح الجمهور السينمائي)، منحت الفيلم متوسط درجة (C) على مقياس من (+A) إلى (F).
كتب روجر إيبرت من صحيفة «شيكاغو سان تايمز»: «يلعب روبن ويليامز دور ساي، أحد الرجال المجانين المبتسمين، يذكرنا بدوره مع باتشينو في فيلم» الأرق«. قام بأداء دوره بشكل جيد ولن يواجه المشاهد أدنى صعوبة في قبوله في هذا الدور.» لاحظ ميك لاسال من سان فرانسيسكو كرونيكل أن الفيلم: «ليس ذكيًا أو مدروسًا أو متوغلًا كما هو متوقع. ومع ذلك، فإن الدقة المتسقة والوضوح العاطفي في تمثيل روبن ويليامز يجعل من المستحيل تجاهله».
بدأ الإصدار المحدود للفيلم في 21 أغسطس 2002 في سبعة من دور العرض، وربح 321.515 دولارًا في نهاية الأسبوع. بدأ إصداره على نطاق واسع في 13 سبتمبر، بعدد 1212 دار عرض، وحقق الفيلم ما يزيد قليلاً عن 8 ملايين دولار في عطلة نهاية الأسبوع تلك، وكان الإجمالي 131,597,31 دولارًا في الولايات المتحدة، مع 175,626,20 دولارًا إضافيًا في أقاليم ما وراء البحار، بإجمالي دولي يبلغ 306,223,52 دولارًا أمريكيًا؛ كان هذا نجاحًا معتدلًا في شباك التذاكر، وكانت الميزانية حوالي 12 مليون دولار.

## الجوائز
جمعية نقاد السينما عبر الإنترنت: أفضل مخرج سينمائي مارك رومانيك
جائزة ساترن (تقدمها أكاديمية أفلام الخيال العلمي والفنتازيا والرعب): أفضل ممثل روبن ويليامز

## وصلات خارجية
- مقالات تستعمل روابط فنية بلا صلة مع ويكي بيانات